# Crotalaria fascicularis
Crotalaria fascicularis är en ärtväxtart som beskrevs av Roger Marcus Polhill. Crotalaria fascicularis ingår i släktet sunnhampor, och familjen ärtväxter. Inga underarter finns listade i Catalogue of Life.